# Исполнительный комитет Коммунистического интернационала

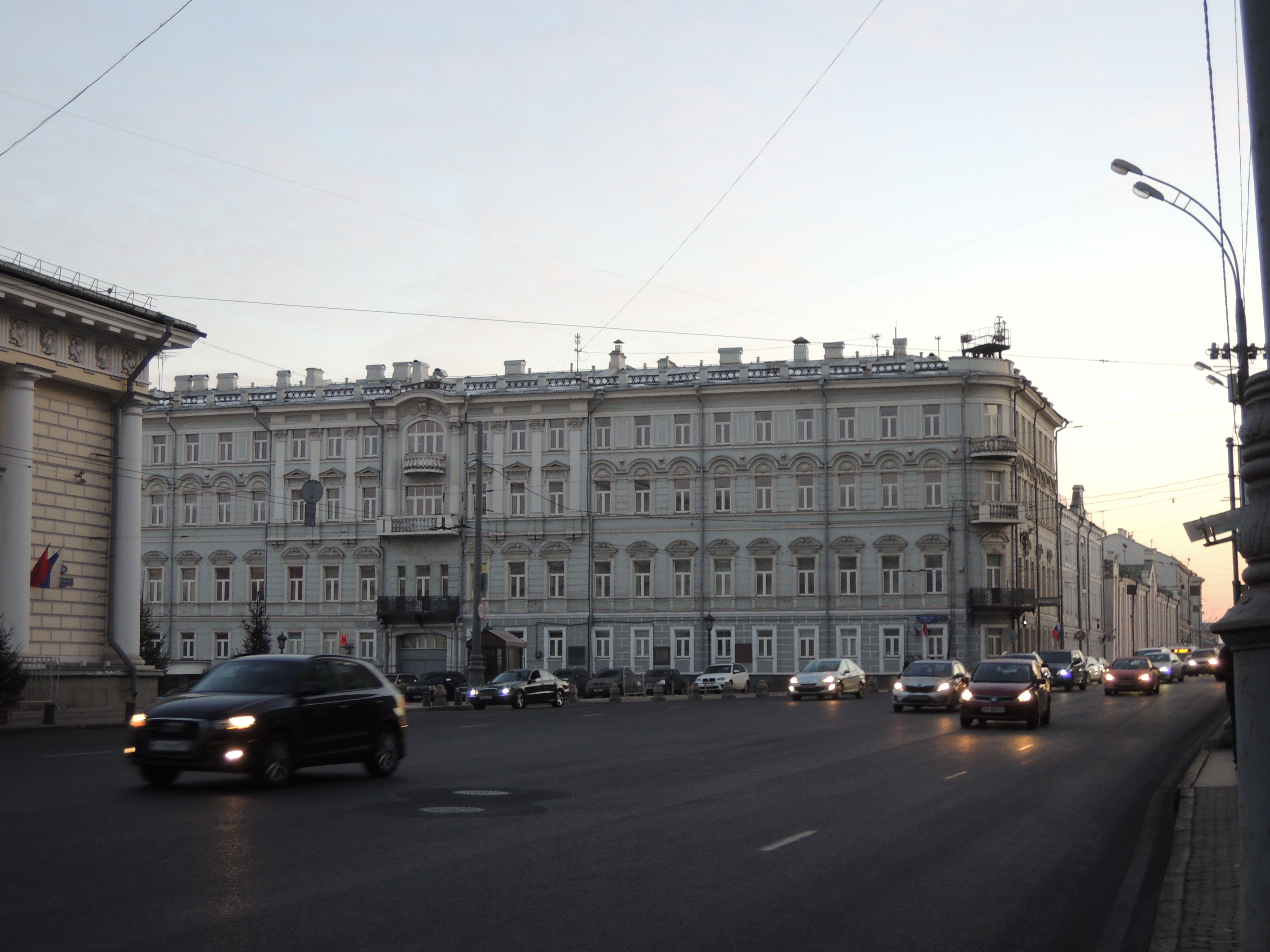
Бывшее здание ИККИ в Москве

Исполни́тельный комите́т Коммунисти́ческого интернациона́ла (ИККИ) — орган управления Коминтерна, действовавший в период между его конгрессами.
До 1938 года ИККИ располагался в Москве в здании по адресу Сапожковская площадь, 1, современный адрес — Улица Воздвиженка, 1 / Моховая улица, 16 / Манежная площадь, 13.
Затем переехал в Ростокино. В 1941 году был эвакуирован в Уфу. Упразднён непосредственно вместе с Коминтерном (в связи с его роспуском) в 1943 году.

## Структура
До 1922 г. ИККИ формировался из представителей, делегированных коммунистическими партиями. С 1922 г. он избирался конгрессом Коминтерна.
В июле 1919 г. было создано Малое Бюро ИККИ. В сентябре 1921 г. оно было переименовано в Президиум ИККИ.
В 1919 г. был создан Секретариат ИККИ, который занимался, главным образом, организационными и кадровыми вопросами. Он существовал до 1926 г.
В 1921 г. было создано Организационное бюро (Оргбюро) ИККИ, которое просуществовало до 1926 г.
С 1919 по 1926 г. Председателем ИККИ был Григорий Зиновьев. В 1926 г. должность Председателя ИККИ была упразднена. Вместо неё был создан Политсекретариат ИККИ из девяти человек. В августе 1929 г. из состава Политсекретариата ИККИ для подготовки вопросов для их рассмотрения Политсекретариатом и решения важнейших оперативных политических вопросов была выделена Политкомиссия Политсекретариата ИККИ, в которую вошли О. В. Куусинен, Д. З. Мануильский, представитель Коммунистической партии Германии (по согласованию с ЦК КПГ) и один кандидат — О. А. Пятницкий.
В 1935 г. была учреждена должность Генерального секретаря ИККИ. Им стал Г. Димитров. Были упразднены Политсекретариат и его Политкомиссия. Был вновь создан Секретариат ИККИ.
В состав аппарата ИККИ входили следующие отделы:
- Организационный отдел (Орготдел) — контролировал исполнение коммунистическими партиями рекомендаций ИККИ, разбирал внутренние разногласия в компартиях. Отдел был создан в 1922 г., в 1933 г. был преобразован в Отдел партийного строительства, в 1935 г. был упразднён. Руководитель — О. А. Пятницкий.
- Информационный отдел — собирал и анализировал информацию о положении в различных странах. Руководители — О. В. Куусинен, С. И. Гусев, Б. Шубин. Создан в 1920 г. Упразднен в 1929 г.
- Отдел печати — подготовка и распространение изданий Коминтерна. Создан в 1919 г. Упразднен в 1941 г.
- Отдел пропаганды — координация агитации и пропаганды. Создан в 1919 г. как Отдел международной пропаганды, с 1920 г. — отдел агитации и пропаганды, ликвидирован в 1933 г., в 1935 г. воссоздан как Отдел пропаганды и массовых организаций, с 1939 г. — Отдел пропаганды.
- Отдел кадров — подготовка, учёт и распределение кадров Коминтерна, выработка мер защиты кадров нелегальных компартий от провалов, проведение политработы среди политэмигрантов в СССР. Отдел создан в 1932 г. на базе Сектора кадров Орготдела и Специального отдела, который выявлял агентов полиции в рядах компартий. Руководители — А. П. Краевский, М. Б. Черномордик, Г. С. Алиханян.
- Редакционно-издательский отдел — издательская деятельность. Создан в 1921 г., упразднён в 1935 г.
- Женотдел
- Отдел по работе в деревне. Создан в 1931 г., упразднён в 1935 г.
- Отдел международных связей — секретный отдел, обеспечивавший связь ИККИ с компартиями и их финансирование.
- Административный отдел — хозяйственные вопросы. В его ведении было здание ИККИ и гостиницы Люкс и Малый Париж (ул. Остоженка, д.37).

Постоянные комиссии ИККИ:
- Бюджетная комиссия (1922—1934)
- Программная комиссия (1922—1928): разработка программы Коминтерна
- Комиссия по нелегальной работе (1923—1925): вопросы, связанные с переводом компартий на нелегальное положение, вопросы связи компартий с ИККИ, вопросы деятельности военных и боевых организаций компартий
- Комиссия по военной работе (1924—1925)
- Профсоюзная комиссия (1926—1929): разработка политики по отношению к профсоюзному движению
- Аграрная комиссия (1922—1928): разработка аграрной программы Коминтерна

В 1926 г. для руководства работой национальных компартий в ИККИ были созданы так называемые лендерсекретариаты, объединяющие компартии по территориально-языковому принципу. Их было восемь:
- Среднеевропейский лендерсекретариат
- Скандинавский лендерсекретариат
- Романский лендерсекретариат
- Балканский лендерсекретариат
- Польско-прибалтийский лендерсекретариат
- Восточный лендерсекретариат, с 1929 по 1937 г. при нём существовало Негритянское бюро
- Англо-американский лендерсекретариат
- Латиноамериканский лендерсекретариат (выделился в 1928 г. из Романского лендерсекретариата)

В 1935 г. лендерсекретариаты были преобразованы в секретариаты секретарей ИККИ.
Бюро ИККИ:
- Петроградское бюро (1919—1922), было создано как вспомогательный аппарат Председателя ИККИ Г. Е. Зиновьева, который был одновременно председателем Петросовета
- Южное бюро в Киеве с подотделом в Одессе, затем переведено в Харьков (подотделы в Киеве и Одессе) (1919—1920)
- Туркестанское бюро в Ташкенте
- Юго-Восточное бюро ИККИ в Вене (1919—1924)
- Временное бюро ИККИ в Амстердаме (1919—1920)
- Западноевропейское бюро в Берлине (1919—1920, 1928—1933)
- Южноамериканское бюро (1925—1935)
- Карибское (Центральноамериканское) бюро (1931—1935)

При военном секторе Орготдела ИККИ действовала секретная военная школа, центральное отделение которой располагалось около посёлка Баковка. В ней иностранных коммунистов обучали военному делу, тактике партизанской борьбы и уличных боёв. Её руководителями были Тууре Лехен, Вильгельм Цайссер, Кароль Сверчевский.

## Члены президиума ИККИ
Категория:Члены Исполкома Коминтерна
- 1928—1933 гг. — Гусев, Сергей Иванович (партийный деятель) (СССР)
- 1935—1939 гг. — Ежов Николай Иванович

## Печатный орган
Журнал «Коммунистический интернационал».